# Association des sports aquatiques de Malte
L'Association des sports aquatiques de Malte (maltais : Assoċjazzjoni Maltija tal-Isport Akwatiku) est l'instance dirigeante de la natation artistique de la natation et du water-polo à Malte. Elle est affiliée à la LEN, à la FINA et au COMEN. Le président de l'Association est Karl Izzo, et le secrétaire général est George Farrugia. Son siège se trouve au complexe sportif de Tal-Qroqq, à Gżira, qui abrite le Complexe national de la piscine. L'Association bénéficie du parrainage de Meridianbet, qui prévoit notamment la création d'une coupe nationale, la Super Coupe Meridianbet.

## Histoire
Fondée en 1925 sous le nom d'Association de natation amateur de Malte, l'ASA avait pour objectif initial de permettre la participation de l’équipe maltaise de water-polo aux Jeux olympiques, sous l’impulsion du gouverneur de l'époque, Lord Plumer. Malte prit part aux Jeux olympiques de Berlin en 1936, marquant une étape importante pour le développement du water-polo et de l’athlétisme à l’échelle internationale. Après sa création, l'ASA rejoignit les principales instances internationales, telles que la FINA et la LEN, élargissant ainsi les opportunités de compétitions internationales pour les nageurs et les joueurs de water-polo maltais.
En 2000, l'organisation adopta officiellement le nom Association des sports aquatiques de Malte afin de refléter plus fidèlement son champ d’action élargi, englobant la natation, le water-polo, les disciplines artistiques et les sports en eau libre. Une étape décisive fut franchie en 1993, lorsque Malte accueillit les Jeux des petits États d'Europe et inaugura le complexe aquatique olympique de Tal-Qroqq, posant les bases de l’infrastructure nationale des sports aquatiques.
Aujourd’hui, l’ASA reste l’autorité nationale des sports aquatiques à Malte, supervisant la natation, le water-polo, la natation artistique, les disciplines en eau libre, tout en organisant des championnats nationaux et des rencontres internationales.

## Compétitions
Natation
- Championnats nationaux en petit et grand bassin

Water-polo
- Coupe Enemed
- Ligue d'été
- Ligue d'hiver
- Ligue féminine
- Compétitions par groupes d'âge